# Morti nel 1998/Maggio
| Questa pagina contiene informazioni ricavate automaticamente dalle voci biografiche con l'ausilio del template Bio e di un bot. L'aggiornamento è periodico e automatico e ricostruisce completamente la pagina. Se manca una persona in questa lista, sei pregato di non aggiungerla, ma accertati piuttosto che la sua voce biografica contenga il template Bio e che i dati anagrafici siano correttamente compilati. Se il template Bio manca, inseriscilo tu stesso o, in alternativa, metti l'avviso {{tmp\|Bio}} che ne segnala la mancanza. Se i dati riportati sono sbagliati, correggi direttamente la voce biografica; le modifiche saranno visibili in questa lista entro pochi giorni. Per chiarimenti vedi il progetto biografie. La lista contiene solo le 99 persone che sono citate nell'enciclopedia e per le quali è stato implementato correttamente il template Bio. Pagina aggiornata al 3 mar 2024. |

- 1º maggio - Eldridge Cleaver, attivista e saggista statunitense (n. 1935)
- 1º maggio - Emilio Pulli, politico italiano (n. 1926)
- 2 maggio - Justin Fashanu, calciatore inglese (n. 1961)
- 2 maggio - Hide, cantante e chitarrista giapponese (n. 1964)
- 2 maggio - Antonio Iannello, architetto, urbanista e ambientalista italiano (n. 1930)
- 2 maggio - Gene Raymond, attore statunitense (n. 1908)
- 2 maggio - Carey Wilber, sceneggiatore statunitense (n. 1916)
- 2 maggio - Guglielmo Zucconi, giornalista, scrittore e politico italiano (n. 1919)
- 3 maggio - René Acht, pittore svizzero (n. 1920)
- 3 maggio - Jesse Alto, giocatore di poker statunitense (n. 1927)
- 3 maggio - Bernard Gagnebin, giurista, letterato e storico svizzero (n. 1915)
- 3 maggio - Raimund Harmstorf, attore tedesco (n. 1939)
- 3 maggio - David Hooper, scacchista britannico (n. 1915)
- 3 maggio - René Mugica, attore, regista e sceneggiatore argentino (n. 1909)
- 3 maggio - Xue Yue, generale cinese (n. 1896)
- 4 maggio - Vernon Bourke, docente e filosofo canadese (n. 1907)
- 4 maggio - Renata Debenedetti, scrittrice e traduttrice italiana (n. 1907)
- 4 maggio - Alois Estermann, ufficiale svizzero (n. 1954)
- 4 maggio - José Olguín, pallanuotista messicano (n. 1926)
- 4 maggio - Francesco Panvini Rosati, numismatico italiano (n. 1923)
- 4 maggio - Nicolò Rode, velista italiano (n. 1912)
- 4 maggio - Lino Troisi, attore e doppiatore italiano (n. 1932)
- 5 maggio - Bice Bisordi, scultrice italiana (n. 1905)
- 5 maggio - Juan Gimeno, ciclista su strada spagnolo (n. 1913)
- 5 maggio - Marco Mattiucci, vigile del fuoco italiano (n. 1968)
- 5 maggio - Tommy McCook, sassofonista giamaicano (n. 1927)
- 5 maggio - Frithjof Schuon, filosofo e mistico svizzero (n. 1907)
- 5 maggio - Paul Seymour, cestista e allenatore di pallacanestro statunitense (n. 1928)
- 5 maggio - Marek Sobczyński, cestista polacco (n. 1963)
- 6 maggio - Chatichai Choonhavan, politico e generale thailandese (n. 1920)
- 6 maggio - Sybil Connolly, stilista irlandese (n. 1921)
- 7 maggio - István Hasznos, pallanuotista ungherese (n. 1924)
- 7 maggio - Allan McLeod Cormack, fisico sudafricano (n. 1924)
- 7 maggio - Eddie Rabbitt, cantautore e musicista statunitense (n. 1941)
- 8 maggio - Jacques Dumesnil, attore francese (n. 1903)
- 8 maggio - Johannes Kotkas, lottatore estone (n. 1915)
- 9 maggio - Bernard Dwork, matematico statunitense (n. 1923)
- 9 maggio - Alice Faye, attrice e cantante statunitense (n. 1915)
- 9 maggio - Jean Guéguen, ciclista su strada francese (n. 1924)
- 9 maggio - Rudolf Ismayr, sollevatore tedesco (n. 1908)
- 9 maggio - Michaël Paquay, pilota motociclistico belga (n. 1972)
- 9 maggio - Gerhard Siedl, calciatore tedesco (n. 1929)
- 10 maggio - Ambrogio Alfonso, calciatore e allenatore di calcio italiano (n. 1917)
- 10 maggio - Angelo Caimo, calciatore italiano (n. 1914)
- 10 maggio - Ricardo Esberad Capanema, nuotatore brasiliano (n. 1933)
- 10 maggio - Nekojiru, fumettista e illustratrice giapponese (n. 1967)
- 10 maggio - Clara Rockmore, musicista lituana (n. 1911)
- 10 maggio - Walter Rodekamp, calciatore tedesco (n. 1941)
- 11 maggio - Cesare Perdisa, pilota automobilistico italiano (n. 1932)
- 11 maggio - Antonio Quistelli, lottatore italiano (n. 1949)
- 12 maggio - Hermann Lenz, scrittore tedesco (n. 1913)
- 13 maggio - Lido Albanesi, calciatore francese (n. 1921)
- 13 maggio - Gunnar Jansson, calciatore svedese (n. 1907)
- 14 maggio - Mahmud di Terengganu, sovrano malese (n. 1930)
- 14 maggio - Dulcídio Boschilia, arbitro di calcio brasiliano (n. 1938)
- 14 maggio - Frank Sinatra, cantante e attore statunitense (n. 1915)
- 14 maggio - Marjory Stoneman Douglas, giornalista e scrittrice statunitense (n. 1890)
- 15 maggio - Gunter d'Alquen, giornalista e militare tedesco (n. 1910)
- 15 maggio - Jean-Marie Cieleska, ciclista su strada francese (n. 1928)
- 15 maggio - John Hawkes, scrittore statunitense (n. 1925)
- 15 maggio - Earl Manigault, cestista statunitense (n. 1944)
- 15 maggio - Sergej Paramonov, cantante sovietico (n. 1961)
- 17 maggio - Hugh Rouse, attore britannico (n. 1920)
- 17 maggio - Ray Werner, giocatore di curling canadese (n. 1935)
- 19 maggio - Sōsuke Uno, politico giapponese (n. 1922)
- 20 maggio - Chuck Bloedorn, cestista e giocatore di baseball statunitense (n. 1912)
- 20 maggio - Ricardo Franco, regista, sceneggiatore e attore spagnolo (n. 1949)
- 21 maggio - Erik Bladström, canoista svedese (n. 1918)
- 21 maggio - Vasco Calonaci, politico italiano (n. 1927)
- 21 maggio - Douglas Fowley, attore statunitense (n. 1911)
- 21 maggio - Robert Gist, attore e regista statunitense (n. 1917)
- 21 maggio - Gino Vermicelli, partigiano, politico e scrittore italiano (n. 1922)
- 22 maggio - Alfonso Beretta, vescovo cattolico italiano (n. 1911)
- 22 maggio - Yull Brown, ingegnere bulgaro (n. 1922)
- 22 maggio - Domenico Cantatore, pittore, illustratore e scrittore italiano (n. 1906)
- 22 maggio - Pietro Castignani, allenatore di calcio e calciatore italiano (n. 1924)
- 22 maggio - John Derek, regista, attore e fotografo statunitense (n. 1926)
- 22 maggio - Mario Rossi, calciatore italiano (n. 1935)
- 23 maggio - Elia Marcelli, poeta, regista e sceneggiatore italiano (n. 1915)
- 24 maggio - Ľudovít Dubovský, calciatore slovacco (n. 1918)
- 24 maggio - Bianca Maria Pirazzoli, attrice teatrale e regista teatrale italiana (n. 1951)
- 25 maggio - Arrigo Colombo, produttore cinematografico italiano (n. 1916)
- 25 maggio - Todd Witsken, tennista statunitense (n. 1963)
- 26 maggio - Lucio Mariano Brandi, politico italiano (n. 1918)
- 26 maggio - Pasquale Lops, politico italiano (n. 1927)
- 27 maggio - Pietro Donzelli, fotografo italiano (n. 1915)
- 28 maggio - Emilio Argiroffi, politico e poeta italiano (n. 1922)
- 28 maggio - Phil Hartman, attore, doppiatore e sceneggiatore canadese (n. 1948)
- 28 maggio - Giovanni Valetti, ciclista su strada italiano (n. 1913)
- 28 maggio - Bill Williams, autore di videogiochi e programmatore statunitense (n. 1960)
- 29 maggio - Orlando Anderson, criminale statunitense (n. 1974)
- 29 maggio - Barry Goldwater, politico statunitense (n. 1909)
- 29 maggio - Antonio Mazzarolli, politico italiano (n. 1928)
- 30 maggio - Jozef Balázsy, calciatore cecoslovacco (n. 1919)
- 30 maggio - Aldo Ghedin, organista italiano (n. 1926)
- 30 maggio - Max Prieto, calciatore messicano (n. 1919)
- 31 maggio - Maria Luisa Fagioli, scrittrice e traduttrice italiana (n. 1922)
- 31 maggio - Antonio Salamone, mafioso italiano (n. 1918)
- 31 maggio - Stanisław Wisłocki, direttore d'orchestra polacco (n. 1921)